# Sid Meier's Starships
Sid Meier's Starships est un jeu vidéo de stratégie au tour par tour développé par Firaxis Games et édité par 2K Games, sorti en 2015 sur Windows, Mac et iOS.
Il se déroule dans le même univers que Civilization: Beyond Earth.

## Accueil
| Sid Meier's Starships |      |       |
| Média                 | Pays | Notes |
| Gamekult              | FR   | 4/10  |
| GameSpot              | US   | 4/10  |
| Jeuxvideo.com         | FR   | 12/20 |